# Kindo Koisha
Kindo Koisha är ett distrikt i Etiopien.   Det ligger i regionen Southern Nations, i den centrala delen av landet, 280 km sydväst om huvudstaden Addis Abeba.